# Vicente Aguirre
Vicente Aguirre (né le 21 janvier 1901 à Rosario en Argentine et mort le 11 juin 1990) est un joueur de football international argentin qui évoluait au poste d'attaquant.

## Biographie

### Carrière en sélection
Il reçoit quatre sélections en équipe d'Argentine entre 1923 et 1924, inscrivant quatre buts.
Il participe avec l'équipe d'Argentine au Championnat sud-américain de 1923.

## Palmarès
Argentine
- Championnat sud-américain :
  - Meilleur buteur : 1923 (3 buts).